# Пивной фестиваль

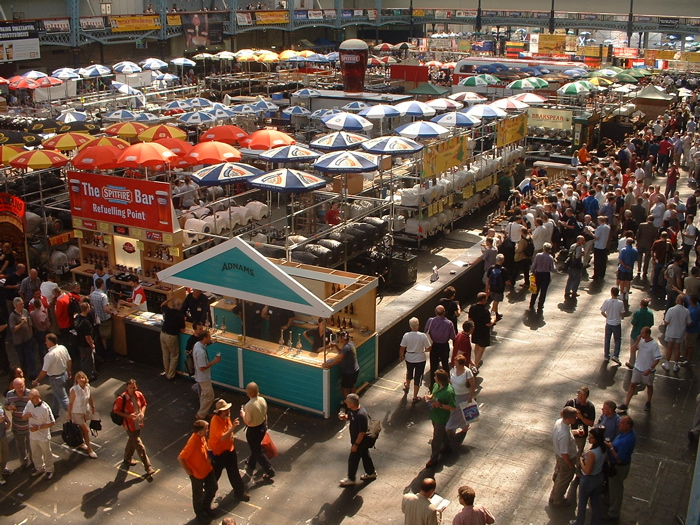
Большой британский фестиваль пива (GBBF), Лондон

Пивной фестиваль — фестиваль, основным предметом которого является пиво. Разные пивоваренные компании представляют на нём свои сорта, во время фестиваля происходит дегустация и потребление пива, проводятся различные мероприятия и конкурсы на соответствующую тематику, продаётся сувенирная продукция.

Пивные фестивали проводятся практически во всех странах, где развито производство и потребление пива.

## Пивные фестивали в Германии
Считается, что немцы являются самой пивной нацией (согласно опросам, здесь регулярно пиво пьют 91 % мужчин и 67 % женщин) и что самый крупный в мире фестиваль пива — Oktoberfest (однако это мнение неточно, поскольку Октоберфест это фольклорный, а не пивной фестиваль).
Другие наиболее известные:
- International Berlin Beer Архивная копия от 27 марта 2014 на Wayback Machine (Берлин)
- «Пивная миля»  Архивная копия от 27 марта 2014 на Wayback Machine (Берлин; ежегодно с 1996 г.)[1]

## Пивные фестивали в Чехии
- Пивной фестиваль в Пльзене
- Слунце ве скле (Slunce ve skle) (Пльзень, Чехия)
- Чешский пивной фестиваль. Прага (рус. Архивная копия от 1 ноября 2012 на Wayback Machine) (Czech Beer Festival Prague)

## Пивные фестивали в Великобритании
Английские пивные фестивали обычно сосредоточены на элях, также иногда включают сидры
- Большой британский фестиваль пива  Архивная копия от 25 марта 2022 на Wayback Machine (Лондон (Великобритания), с 1975 года)
- Пивной фестиваль в Пертерборо (Peterborough Beer Festival) (Пиртерборо, Великобритания)

## Пивные фестивали в России
- Московский международный фестиваль пива Архивная копия от 28 января 2012 на Wayback Machine (ранее Большой Московский фестиваль пива  (недоступная ссылка)) (Россия)
- Фестиваль Чешской национальной кухни и пива Архивная копия от 24 марта 2022 на Wayback Machine (Россия)
- Московский фестиваль британского пива
- Санкт-Петербургский пивной фестиваль (1997—2011)

## Прочие фестивали
- Латвийский фестиваль пива (Рига, Латвия; ежегодно с 2011 г.)
- Бельгийский пивной уикенд (Брюссель, Бельгия; с 1998 года)

## В произведениях культуры
- Пивной бум (2006, США — Австралия)